# Tathicarpus butleri
Genre
Espèce
Tathicarpus butleri est une espèce rare de poisson inoffensif de la famille des Antennariidae ou poissons-crapauds.  C'est le seul membre de son genre et cette espèce est la plus originale des  membres de sa famille et représente une lignée distincte de tous les autres Antennariidae, conduisant à se poser la question de savoir s'il ne faudrait pas le placer dans sa propre famille.  
On le trouve au large des côtes sud de la Nouvelle-Guinée et le long des côtes nord de l'Australie-Occidentale jusqu'à 33° de latitude sud, du Territoire du Nord, du Queensland jusqu'à 22 ° de latitude sud. Espèce benthique, il habite les eaux côtières tropicales et les récifs coralliens jusqu'à une profondeur maximale de 145 mètres même si la plupart du temps, on le trouve à une profondeur inférieure à 45 mètres,. Son épithète d'espèce est dû à son découvreur, Graham Butler.

## Description
Il a une longueur maximale de 10 cm. Il a un corps volumineux, comprimé latéralement avec une grosse tête plus large que profonde. Comme d'autres Antennariidae, le premier rayon de la nageoire dorsale appelé illicium ("canne à pêche") est modifié en un appât pour attirer ses proies. Cet illicium est très long : il mesure de 24 à 47 % de sa longueur corporelle et ne porte pas d'épines dermiques. À son extrémité est un leurre ou esca (« appât de pêche »), qui peut mesurer jusqu'à 22 % de sa longueur corporelle, composé d'un mince et long appendice couvert de filaments ressemblant à des cheveux et portant 1 à 2 taches sombres à la base. La bouche est protrusible, avec de nombreuses dents minces sur les maxillaires, le vomer, et les palatins. 
Les nageoires dorsale et anale sont grandes, possédant respectivement 10 à 11 et 7 rayons, la nageoire caudale est longue et contient 9 rayons,,. Tathicarpus butleri a des nageoires pectorales exceptionnellement longues ressemblant à des bras et qui, contrairement aux autres Antennariidae sont largement détachées sur les côtés du corps. Son nom de genre Tathicarpus qui signifie «étendant le poignet», se réfère à ce fait. Le poisson s'en sert pour de déplacer sur les fonds marins. Le nombre de rayons des nageoires pectorales est réduit (6 à 7 contre 8 ou plus chez d'autres Antennariidae), et Tathicarpus butleri peut déplacer individuellement chaque rayon comme des "doigts" pour se soutenir ou s'accrocher à des objets. Les nageoires pelviennes contenant chacune 5 rayons sont placées sous le corps. 
La peau est densément couverte de spinules bifurquées et il existe également un nombre variable de grandes franges de filaments sur la tête et le corps. La couleur varie de gris pâle au brun-verdâtre avec des marques sombres. Les membranes sont fines et translucides,,

## Synonymes
- Tathicarpus appeli Ogilby, 1922
- Tathicarpus muscosus Ogilby, 1907